# Acrolophus spilotus
Acrolophus spilotus är en fjärilsart som beskrevs av Davis 1990. Acrolophus spilotus ingår i släktet Acrolophus och familjen Acrolophidae. Inga underarter finns listade i Catalogue of Life.